# Viðareiði
Viðareiði (prononcé [viː jaɹaijɪ] ; en danois : Viderejde) est la commune et une ville des îles Féroé, située sur la partie septentrionale de l'île de Viðoy, appartenant à la région de Norðoyar. Elle se trouve sur un isthme constitué de hautes montagnes du nord au sud.

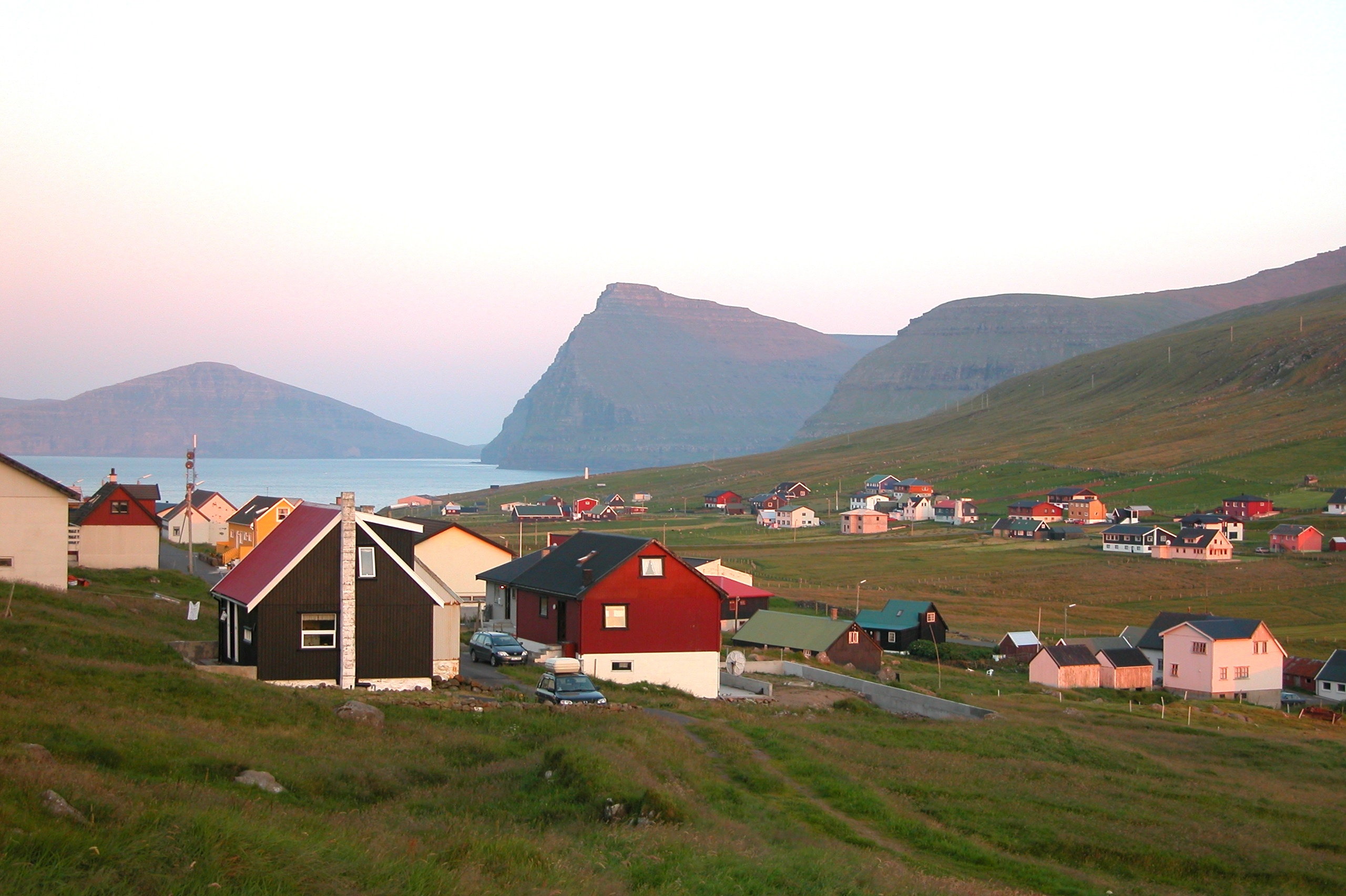

Il est possible d'emprunter un barrage de terre ou un tunnel pour accéder à deuxième plus grande ville des îles Féroé, Klaksvík. La route passant par Viðareiði traverse le long de la côte ouest de Viðoy, passe à travers la ville, et poursuit le long de la côte est.
Au nord, le mont Villingdalsfjall culmine à 844 mètres d'altitude. Il s'agit du plus haut sommet du nord des îles Féroé et le troisième de toutes les îles Féroé. La côte nord est dominée par le Cap Enniberg, la deuxième falaise la plus haute d'Europe, à 754 mètres. À l'ouest de la commune, on aperçoit les sommets de Borðoy et Kunoy. À l'est, on peut voir, à travers le crag de l'isthme, l'île de Fugloy. Au sud de la ville, le sommet Malinsfjall qui culmine à 751 mètres peut être vu en période de beau temps. Viðareiði est un point de départ d'une vaste zone de randonnées. Dans la ville, se trouvait une petite épicerie qui a fermé, tandis que l'Hotel Norð reçoit des clients une partie de l'année, avec un restaurant qui sert des plats traditionnels féroïens.